# 謝通河

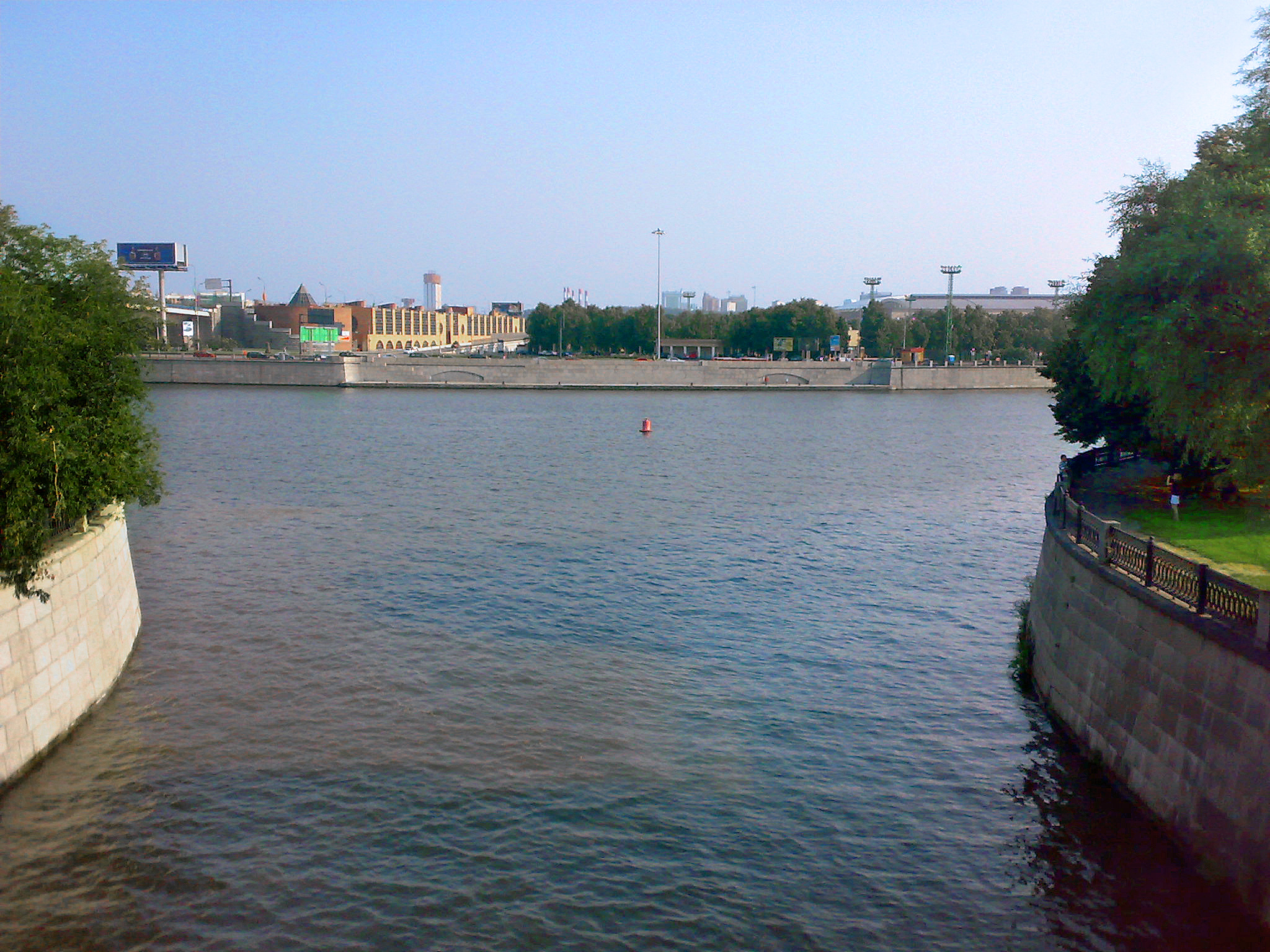
謝通河（前）與莫斯科河匯合

謝通河是俄羅斯的河流，位於莫斯科以西，屬於市內最大的莫斯科河支流，河道全長38公里，流域面積190平方公里，流量每秒1.33立方米，河中居住的河鱸、鯽魚和狗魚因河水污染而不宜食用。